# Associazione Calcio Milan 2021-2022 (femminile)
Questa voce raccoglie le informazioni riguardanti la squadra femminile dell'Associazione Calcio Milan nelle competizioni ufficiali della stagione 2021-2022.

## Stagione
Il campionato di Serie A è partito con una serie di tre vittorie consecutive, interrotta dalla sconfitta alla quarta giornata contro il Sassuolo, che ha portato le Rossonere al terzo posto, posizione mantenuta fino all'ultima giornata del girone d'andata. Infatti, dopo la sconfitta all'11ª giornata contro la Juventus, la seconda consecutiva dopo quella nel derby contro l'Inter, il Milan è sceso al quarto posto, tornando al terzo posto solo a metà del girone di ritorno e tenendo la posizione fino alla fine. Il campionato è stato, infatti, concluso al terzo posto con 46 punti conquistati, frutto di 14 vittorie, 4 pareggi e 4 sconfitte, mancando così l'accesso alla UEFA Women's Champions League. In Coppa Italia la squadra è arrivata fino alle semifinali, dove è stata eliminata dalla Juventus. Dopo aver vinto il triangolare 1 dei gironi preliminari davanti a Verona e Cittadella, il Milan ha superato la Sampdoria ai quarti di finale con un doppio 4-1; in semifinale ha perso contro la Juventus l'andata in casa 1-6 e il ritorno 3-5, uscendo così dalla competizione. Grazie al piazzamento nella stagione precedente, il Milan ha partecipato alla Supercoppa italiana 2021; dopo aver battuto la Roma per 2-1 in semifinale, in finale è arrivata la sconfitta contro la Juventus per 1-2 con la rete della vittoria giunta a due minuti dal termine dei tempi regolamentari. All'inizio della stagione il Milan ha preso parte, per la prima volta nella storia della prima squadra femminile, alla UEFA Women's Champions League, grazie al secondo posto conquistato in campionato nella stagione precedente. Il cammino è iniziato già al primo turno nel percorso Piazzate delle qualificazioni, dove il Milan è stato inserito nel minigirone 1: nella semifinale del primo turno ha affrontato e sconfitto le svizzere dello Zurigo per 2-1, mentre nella finale per l'accesso al secondo turno è giunta la sconfitta per 0-2 contro le tedesche dell'Hoffenheim, uscendo così dalla competizione.

## Divise e sponsor
Lo sponsor tecnico per la stagione 2021-2022 è Puma, mentre lo sponsor ufficiale è Banco BPM mentre lo sponsor di manica è BitMEX.
| Casa | Trasferta | Terza divisa | Quarta divisa | 1ª div. portiere | 2ª div. portiere | 3ª div. portiere |  |

## Organigramma societario
Area sportiva
- Dirigente accompagnatore:
- Direttore sportivo: Elisabet Spina
- Team Manager: Roberto Angioni

Area tecnica
- Allenatore: Maurizio Ganz
- Allenatore in seconda: Davide Cordone
- Preparatore atletico: Lorenzo Francini
- Preparatore dei portieri: Christian Berretta
- Videoanalista: Carlo Brevi

Area sanitaria
- Centro medico: Milan Lab
- Medico sociale: Alberto Calicchio
- Fisioterapisti: Luca Mazzarelli, Erika Rancati

## Rosa
Rosa, ruoli e numeri di maglia come da news sito ufficiale, aggiornata al 1º febbraio 2022.
| N. |                        | Ruolo | Calciatrice                      |
| -- | ---------------------- | ----- | -------------------------------- |
| 1  | Italia (bandiera)      | P     | Laura Giuliani                   |
| 3  | Danimarca (bandiera)   | D     | Sara Thrige Andersen             |
| 4  | Islanda (bandiera)     | D     | Guðný Árnadóttir                 |
| 5  | Spagna (bandiera)      | D     | Laia Codina                      |
| 6  | Italia (bandiera)      | D     | Laura Fusetti (vice capitano)    |
| 7  | Italia (bandiera)      | A     | Valentina Bergamaschi (capitano) |
| 8  | Italia (bandiera)      | C     | Greta Adami                      |
| 9  | Italia (bandiera)      | A     | Valentina Giacinti (capitano)    |
| 10 | Svizzera (bandiera)    | A     | Nina Stapelfeldt                 |
| 11 | Scozia (bandiera)      | C     | Christy Grimshaw                 |
| 12 | Slovacchia (bandiera)  | P     | Mária Korenčiová                 |
| 13 | Germania (bandiera)    | D     | Merle Luise Kirschstein          |
| 15 | Sudafrica (bandiera)   | C     | Refiloe Jane                     |
| 16 | Italia (bandiera)      | D     | Federica Rizza                   |
| 16 | Stati Uniti (bandiera) | C     | Celeste Boureille                |

| N. |                        | Ruolo | Calciatrice          |
| -- | ---------------------- | ----- | -------------------- |
| 17 | Israele (bandiera)     | C     | Noa Selimhodzic      |
| 18 | Italia (bandiera)      | A     | Martina Piemonte     |
| 19 | Francia (bandiera)     | A     | Lindsey Thomas       |
| 21 | Lituania (bandiera)    | A     | Rimantė Jonušaitė    |
| 22 | Italia (bandiera)      | P     | Noemi Fedele         |
| 23 | Italia (bandiera)      | A     | Miriam Longo         |
| 27 | Italia (bandiera)      | D     | Linda Tucceri Cimini |
| 32 | Paesi Bassi (bandiera) | P     | Selena Babb          |
| 36 | Francia (bandiera)     | D     | Laura Agard          |
| 37 | Italia (bandiera)      | C     | Alia Guagni          |
| 44 | Italia (bandiera)      | A     | Giorgia Miotto       |
| 64 | Italia (bandiera)      | A     | Serena Cortesi       |
| 87 | Spagna (bandiera)      | C     | Verónica Boquete     |
| 88 | Italia (bandiera)      | C     | Claudia Mauri        |

## Calciomercato

### Sessione estiva
| Acquisti | Acquisti                | Acquisti           | Acquisti      |
| R.       | Nome                    | da                 | Modalità      |
| -------- | ----------------------- | ------------------ | ------------- |
| P        | Laura Giuliani          | Juventus           | definitivo    |
| P        | Noemi Fedele            | Fiorentina         | definitivo    |
| D        | Guðný Árnadóttir        | Napoli             | fine prestito |
| D        | Merle Luise Kirschstein | Turbine Potsdam II | definitivo    |
| D        | Sara Thrige Andersen    | Fortuna Hjørring   | definitivo    |
| D        | Laia Codina             | Barcellona         | prestito      |
| C        | Greta Adami             | Fiorentina         | definitivo    |
| A        | Serena Cortesi          | Orobica            | fine prestito |
| A        | Giorgia Miotto          | Empoli             | definitivo    |
| A        | Nina Stapelfeldt        | Soyaux             | definitivo    |
| A        | Lindsey Thomas          | Roma               | definitivo    |

| Cessioni | Cessioni                  | Cessioni    | Cessioni    |
| R.       | Nome                      | a           | Modalità    |
| -------- | ------------------------- | ----------- | ----------- |
| P        | Selena Babb               | Sampdoria   |             |
| P        | Alessia Piazza            | San Marino  | [ 26 ]      |
| D        | Giorgia Spinelli          | Sampdoria   | [ 27 ]      |
| D        | Francesca Vitale          | Fiorentina  | svincolata  |
| C        | Dominika Čonč             | Valencia    | svincolata  |
| C        | Yui Hasegawa              | West Ham    | svincolata  |
| C        | Lidija Kuliš              | Ferencváros | definitivo  |
| C        | Caroline Rask             | PSV         | definitivo  |
| C        | Julia Šimić               |             | ritiro      |
| A        | Natasha Dowie             | Reading     | definitivo  |
| A        | Deborah Salvatori Rinaldi | Pomigliano  | definitivo  |
| A        | Sara Tamborini            | Empoli      | in prestito |

### Operazioni esterne alle sessioni
| Acquisti | Acquisti          | Acquisti           | Acquisti   |
| R.       | Nome              | da                 | Modalità   |
| -------- | ----------------- | ------------------ | ---------- |
| C        | Noa Selimhodzic   | Maccabi Emek Hefer | definitivo |
| A        | Rimantė Jonušaitė | Gintra             | definitivo |

| Cessioni | Cessioni | Cessioni | Cessioni | Cessioni |
| R.       | Nome     | a        | Modalità |          |
| -------- | -------- | -------- | -------- | -------- |

### Sessione invernale
| Acquisti | Acquisti          | Acquisti        | Acquisti      |
| R.       | Nome              | da              | Modalità      |
| -------- | ----------------- | --------------- | ------------- |
| P        | Selena Babb       | Sampdoria       | fine prestito |
| C        | Celeste Boureille | Portland Thorns | [ 37 ]        |
| C        | Alia Guagni       | Atlético Madrid | definitivo    |
| A        | Martina Piemonte  | Fiorentina      | definitivo    |

| Cessioni | Cessioni           | Cessioni   | Cessioni    |
| R.       | Nome               | a          | Modalità    |
| -------- | ------------------ | ---------- | ----------- |
| P        | Mária Korenčiová   | Levante    | definitivo  |
| D        | Federica Rizza     | Sampdoria  | in prestito |
| C        | Verónica Boquete   |            | svincolata  |
| C        | Claudia Mauri      | Napoli     | in prestito |
| A        | Valentina Giacinti | Fiorentina | in prestito |

## Risultati

### Serie A

#### Girone di andata
| Arbitro: | Baratta (Rossano) |

|                                                        |           |  |
| Giacinti 23’, 45+1’ (rig.) Bergamaschi 25’ Boquete 53’ | Marcatori |  |

| Arbitro: | Turrini (Firenze) |

|  |           |           |
|  | Marcatori | 53’ Adami |

| Arbitro: | Zucchetti (Foligno) |

|            |           |                                                                    |
| Martín 78’ | Marcatori | 5’, 54’ Thomas 11’, 30’, 32’, 57’ Giacinti 67’ Boquete 86’ Cortesi |

| Arbitro: | Bitonti (Bologna) |

|  |           |                        |
|  | Marcatori | 15’ Dubcová 55’ Dongus |

| Arbitro: | Centi (Terni) |

|  |           |                     |
|  | Marcatori | 24’ Thrige Andersen |

| Arbitro: | Pascarella (Nocera Inferiore) |

|              |           |               |
| Grimshaw 48’ | Marcatori | 12’ Serturini |

| Arbitro: | Maranesi (Ciampino) |

|  |           |                 |
|  | Marcatori | 20’ Stapelfeldt |

| Arbitro: | Gauzolino (Torino) |

|              |           |  |
| Giacinti 68’ | Marcatori |  |

| Arbitro: | Crezzini (Siena) |

|  |           |                                |
|  | Marcatori | 8’ Grimshaw 15’ Tucceri Cimini |

| Arbitro: | Carella (Bari) |

|  |           |                                               |
|  | Marcatori | 13’ Kathellen 27’ Nchout 32’ (rig.) Karchouni |

| Arbitro: | Longo (Paola) |

|                                                               |           |                    |
| Stašková 7’, 81’ Bonansea 36’ Boattin 74’ (rig.) Hurtig 90+4’ | Marcatori | 2’ Adami 69’ Longo |

#### Girone di ritorno
| Arbitro: | Fontani (Siena) |

|  |           |                                                                                    |
|  | Marcatori | 12’ Bergamaschi 26’ Longo 29’ Guagni 37’ Tucceri Cimini 49’ Thomas 64’ Stapelfeldt |

| Arbitro: | Mirabella (Napoli) |

|                                                |           |  |
| Thomas 21’, 90+2’ Bergamaschi 31’ Piemonte 34’ | Marcatori |  |

| Arbitro: | Gigliotti (Cosenza) |

|                                                    |           |             |
| Piemonte 39’ Stapelfeldt 88’ Thrige Andersen 90+4’ | Marcatori | 7’ Visentin |

| Sassuolo 26 febbraio 2022, ore 14:35 CET 15ª giornata | Sassuolo          | 0 – 0 referto | Milan | Stadio Enzo Ricci\| Arbitro: \| Scarpa (Collegno) \| |
| Arbitro:                                              | Scarpa (Collegno) |               |       |                                                      |

| Arbitro: | Burlando (Genova) |

|           |           |             |
| Thomas 2’ | Marcatori | 86’ Toniolo |

| Arbitro: | Angelucci (Foligno) |

|                    |           |            |
| Andressa Alves 65’ | Marcatori | 32’ Thomas |

| Arbitro: | Saia (Palermo) |

|                                    |           |  |
| Bergamaschi 22’ Tucceri Cimini 87’ | Marcatori |  |

| Arbitro: | Costanza (Agrigento) |

|  |           |                                |
|  | Marcatori | 4’ Bergamaschi 17’, 55’ Thomas |

| Arbitro: | Bordin (Bassano del Grappa) |

|                                                                 |           |                            |
| Bergamaschi 5’, 33’ Piemonte 15’, 43’ Adami 27’ Stapelfeldt 79’ | Marcatori | 39’ Dellaperuta 60’ Moraca |

| Arbitro: | Di Graci (Como) |

|  |           |                                             |
|  | Marcatori | 17’ Thomas 49’ Boureille 60’ Tucceri Cimini |

| Arbitro: | Sfira (Pordenone) |

|                 |           |                                 |
| Boureille 90+2’ | Marcatori | 30’ Zamanian 51’ Junge Pedersen |

### Coppa Italia

#### Gironi eliminatori
| Arbitro: | Kovacevic (Arco Riva) |

|  |           |                              |
|  | Marcatori | 42’ Stapelfeldt 61’ Giacinti |

| Arbitro: | Muccignato (Pordenone) |

|  |           |                          |
|  | Marcatori | 29’, 47’ Thomas 50’ Jane |

#### Quarti di finale
| Arbitro: | Gemelli (Messina) |

|                   |           |                                                         |
| Rincón 12’ (rig.) | Marcatori | 5’ Guagni 33’ Piemonte 61’ (rig.) Thomas 90+2’ Grimshaw |

| Arbitro: | Giaccaglia (Jesi) |

|                                         |           |              |
| Longo 2’, 76’ Adami 28’ Stapelfeldt 46’ | Marcatori | 64’ Helmvall |

#### Semifinali
| Arbitro: | Bitonti (Bologna) |

|              |           |                                                            |
| Thomas 90+3’ | Marcatori | 9’, 62’ Girelli 31’ Nildén 84’ Rosucci 88’, 90’ Bonfantini |

| Arbitro: | Delrio (Reggio Emilia) |

|                                                              |           |                                |
| Stašková 51’, 68’ Bonansea 78’ Caruso 81’ (rig.) Boattin 87’ | Marcatori | 9’ Thomas 49’, 57’ Bergamaschi |

### Women's Champions League

#### Qualificazioni

##### Primo turno
| Arbitro: | Kateryna Usova |

|            |           |                   |
| Mégroz 68’ | Marcatori | 33’, 82’ Giacinti |

| Arbitro: | Rasa Imanalijeva |

|                      |           |  |
| Brand 36’ Hartig 59’ | Marcatori |  |

### Supercoppa italiana
| Arbitro: | Giordano (Novara) |

|              |           |                            |
| Ciccotti 74’ | Marcatori | 32’ Thomas 36’ Bergamaschi |

| Arbitro: | Ferrieri Caputi (Livorno) |

|                |           |                                    |
| Grimshaw 45+1’ | Marcatori | 50’ (aut.) Bergamaschi 88’ Girelli |

## Statistiche

### Statistiche di squadra
| Competizione             | Punti | In casa | In casa | In casa | In casa | In casa | In casa | In trasferta | In trasferta | In trasferta | In trasferta | In trasferta | In trasferta | Totale | Totale | Totale | Totale | Totale | Totale | DR  |
| Competizione             | Punti | G       | V       | N       | P       | Gf      | Gs      | G            | V            | N            | P            | Gf           | Gs           | G      | V      | N      | P      | Gf     | Gs     | DR  |
| ------------------------ | ----- | ------- | ------- | ------- | ------- | ------- | ------- | ------------ | ------------ | ------------ | ------------ | ------------ | ------------ | ------ | ------ | ------ | ------ | ------ | ------ | --- |
| Serie A                  | 46    | 11      | 6       | 2       | 3       | 23      | 12      | 11           | 8            | 2            | 1            | 28           | 7            | 22     | 14     | 4      | 4      | 51     | 19     | +32 |
| Coppa Italia             | -     | 2       | 1       | 0       | 1       | 5       | 7       | 4            | 3            | 0            | 1            | 12           | 6            | 6      | 4      | 0      | 2      | 17     | 13     | +4  |
| Women's Champions League | -     | 0       | 0       | 0       | 0       | 0       | 0       | 0            | 0            | 0            | 0            | 0            | 0            | 2      | 1      | 0      | 1      | 2      | 3      | -1  |
| Supercoppa italiana      | -     | -       | -       | -       | -       | -       | -       | -            | -            | -            | -            | -            | -            | 2      | 1      | 0      | 1      | 3      | 3      | 0   |
| Totale                   | -     | 13      | 7       | 2       | 4       | 28      | 19      | 15           | 12           | 2            | 1            | 40           | 13           | 32     | 20     | 4      | 8      | 73     | 38     | +35 |

### Andamento in campionato
| Giornata  | 1 | 2 | 3 | 4 | 5 | 6 | 7 | 8 | 9 | 10 | 11 | 12 | 13 | 14 | 15 | 16 | 17 | 18 | 19 | 20 | 21 | 22 |
| --------- | - | - | - | - | - | - | - | - | - | -- | -- | -- | -- | -- | -- | -- | -- | -- | -- | -- | -- | -- |
| Luogo     | C | T | T | C | T | C | T | C | T | C  | T  | T  | C  | C  | T  | C  | T  | C  | T  | C  | T  | C  |
| Risultato | V | V | V | P | V | N | V | V | V | P  | P  | V  | V  | V  | N  | N  | N  | V  | V  | V  | V  | P  |
| Posizione | 1 | 1 | 1 | 3 | 3 | 3 | 3 | 3 | 3 | 3  | 4  | 4  | 4  | 4  | 4  | 4  | 4  | 3  | 3  | 3  | 3  | 3  |

Legenda:

Luogo: C = Casa; T = Trasferta. Risultato: V = Vittoria; N = Pareggio; P = Sconfitta.

### Statistiche delle giocatrici
| Giocatore          | Serie A  | Serie A | Serie A     | Serie A    | Coppa Italia | Coppa Italia | Coppa Italia | Coppa Italia | Supercoppa italiana | Supercoppa italiana | Supercoppa italiana | Supercoppa italiana | UEFA Champions League | UEFA Champions League | UEFA Champions League | UEFA Champions League | Totale   | Totale | Totale      | Totale     |
| Giocatore          | Presenze | Reti    | Ammonizioni | Espulsioni | Presenze     | Reti         | Ammonizioni  | Espulsioni   | Presenze            | Reti                | Ammonizioni         | Espulsioni          | Presenze              | Reti                  | Ammonizioni           | Espulsioni            | Presenze | Reti   | Ammonizioni | Espulsioni |
| ------------------ | -------- | ------- | ----------- | ---------- | ------------ | ------------ | ------------ | ------------ | ------------------- | ------------------- | ------------------- | ------------------- | --------------------- | --------------------- | --------------------- | --------------------- | -------- | ------ | ----------- | ---------- |
| G. Adami           | 21       | 3       | 4           | 0          | 6            | 1            | 0            | 0            | 2                   | 0                   | 0                   | 0                   | 2                     | 0                     | 0                     | 0                     | 31       | 4      | 4           | 0          |
| L. Agard           | 20       | 0       | 1           | 0          | 6            | 0            | 0            | 0            | 2                   | 0                   | 0                   | 0                   | 2                     | 0                     | 0                     | 0                     | 30       | 0      | 1           | 0          |
| G. Árnadóttir      | 17       | 0       | 4           | 0          | 3            | 0            | 0            | 0            | 1                   | 0                   | 0                   | 0                   | 1                     | 0                     | 0                     | 0                     | 22       | 0      | 4           | 0          |
| S. Babb            | 0        | 0       | 0           | 0          | 3            | -7           | 0            | 0            | 0                   | 0                   | 0                   | 0                   | -                     | -                     | -                     | -                     | 3        | -7     | 0           | 0          |
| V. Bergamaschi     | 22       | 7       | 1           | 0          | 5            | 2            | 0            | 0            | 2                   | 1                   | 0                   | 0                   | 2                     | 0                     | 1                     | 0                     | 31       | 10     | 2           | 0          |
| V. Boquete         | 6        | 2       | 0           | 0          | -            | -            | -            | -            | -                   | -                   | -                   | -                   | 2                     | 0                     | 0                     | 0                     | 8        | 2      | 0           | 0          |
| C. Boureille       | 7        | 2       | 0           | 0          | 2            | 0            | 0            | 0            | -                   | -                   | -                   | -                   | -                     | -                     | -                     | -                     | 9        | 2      | 0           | 0          |
| L. Codina          | 13       | 0       | 6           | 2          | 3            | 0            | 0            | 0            | 2                   | 0                   | 2                   | 1                   | 1                     | 0                     | 0                     | 0                     | 19       | 0      | 8           | 3          |
| S. Cortesi         | 2        | 1       | 0           | 0          | 0            | 0            | 0            | 0            | -                   | -                   | -                   | -                   | 0                     | 0                     | 0                     | 0                     | 2        | 1      | 0           | 0          |
| E. Dal Brun        | 0        | 0       | 0           | 0          | 0            | 0            | 0            | 0            | 0                   | 0                   | 0                   | 0                   | -                     | -                     | -                     | -                     | 0        | 0      | 0           | 0          |
| N. Fedele          | 0        | 0       | 0           | 0          | 1            | 0            | 0            | 0            | 0                   | 0                   | 0                   | 0                   | -                     | -                     | -                     | -                     | 1        | 0      | 0           | 0          |
| L. Fusetti         | 21       | 0       | 3           | 0          | 6            | 0            | 1            | 0            | 2                   | 0                   | 0                   | 0                   | 2                     | 0                     | 0                     | 0                     | 31       | 0      | 4           | 0          |
| V. Giacinti        | 11       | 7       | 1           | 0          | 1            | 1            | 0            | 0            | -                   | -                   | -                   | -                   | 2                     | 2                     | 1                     | 0                     | 14       | 10     | 2           | 0          |
| L. Giuliani        | 20       | -18     | 0           | 0          | 1            | -6           | 0            | 0            | 2                   | -3                  | 0                   | 0                   | 2                     | -3                    | 0                     | 0                     | 25       | -30    | 0           | 0          |
| C. Grimshaw        | 17       | 2       | 1           | 0          | 3            | 1            | 1            | 0            | 2                   | 1                   | 0                   | 0                   | 2                     | 0                     | 0                     | 0                     | 24       | 4      | 2           | 0          |
| A. Guagni          | 10       | 1       | 0           | 0          | 3            | 1            | 0            | 0            | 2                   | 0                   | 0                   | 0                   | -                     | -                     | -                     | -                     | 15       | 2      | 0           | 0          |
| R. Jane            | 13       | 0       | 2           | 0          | 3            | 2            | 0            | 0            | -                   | -                   | -                   | -                   | 2                     | 0                     | 0                     | 0                     | 18       | 2      | 2           | 0          |
| R. Jonušaitė       | 3        | 0       | 0           | 0          | 1            | 0            | 0            | 0            | -                   | -                   | -                   | -                   | -                     | -                     | -                     | -                     | 4        | 0      | 0           | 0          |
| M.L. Kirschstein   | 0        | 0       | 0           | 0          | 1            | 0            | 0            | 0            | -                   | -                   | -                   | -                   | 0                     | 0                     | 0                     | 0                     | 1        | 0      | 0           | 0          |
| M. Korenčiová      | 2        | -1      | 1           | 0          | 2            | 0            | 0            | 0            | -                   | -                   | -                   | -                   | 0                     | 0                     | 0                     | 0                     | 4        | -1     | 1           | 0          |
| M. Longo           | 17       | 2       | 0           | 0          | 6            | 2            | 0            | 0            | 2                   | 0                   | 0                   | 0                   | 1                     | 0                     | 0                     | 0                     | 26       | 4      | 0           | 0          |
| C. Mauri           | 0        | 0       | 0           | 0          | -            | -            | -            | -            | -                   | -                   | -                   | -                   | -                     | -                     | -                     | -                     | 0        | 0      | 0           | 0          |
| G. Miotto          | 3        | 0       | 0           | 0          | 2            | 0            | 0            | 0            | 0                   | 0                   | 0                   | 0                   | 0                     | 0                     | 0                     | 0                     | 5        | 0      | 0           | 0          |
| M. Piemonte        | 8        | 4       | 0           | 0          | 3            | 1            | 0            | 0            | 2                   | 0                   | 0                   | 0                   | -                     | -                     | -                     | -                     | 13       | 5      | 0           | 0          |
| F. Rizza           | 4        | 0       | 0           | 0          | 2            | 0            | 0            | 0            | -                   | -                   | -                   | -                   | 0                     | 0                     | 0                     | 0                     | 6        | 0      | 0           | 0          |
| N. Selimhodzic     | 6        | 0       | 0           | 0          | 4            | 0            | 0            | 0            | 0                   | 0                   | 0                   | 0                   | -                     | -                     | -                     | -                     | 10       | 0      | 0           | 0          |
| N. Stapelfeldt     | 15       | 4       | 0           | 0          | 5            | 2            | 0            | 0            | -                   | -                   | -                   | -                   | 2                     | 0                     | 0                     | 0                     | 22       | 6      | 0           | 0          |
| L. Thomas          | 22       | 10      | 1           | 0          | 6            | 5            | 0            | 0            | 2                   | 1                   | 0                   | 0                   | 2                     | 0                     | 0                     | 0                     | 32       | 16     | 1           | 0          |
| S. Thrige Andersen | 16       | 2       | 0           | 0          | 5            | 0            | 0            | 0            | 1                   | 0                   | 0                   | 0                   | 2                     | 0                     | 0                     | 0                     | 24       | 2      | 0           | 0          |
| L. Tucceri Cimini  | 18       | 4       | 2           | 0          | 5            | 0            | 3            | 1            | 2                   | 0                   | 0                   | 0                   | 2                     | 0                     | 0                     | 0                     | 27       | 4      | 5           | 1          |

## Giovanili

### Piazzamenti
- Primavera:
  - Campionato: semifinale[46]
- Under-17:
  - Campionato: vincitrice[47]